# Villa Borgherini
La villa Borgherini si trova a Firenze in piazza Bellosguardo. Essa, chiamata anche Belvedere del Saracino, fu costruita ai primi del XV secolo dai Bartoli, mercanti di aghi, che avevano case e negozi in Borgognissanti.

## Storia e descrizione
Nel 1552 la villa fu acquistata da Pier Francesco Borgherini, che, alcuni anni prima, l'aveva fatta ampliare e abbellire da Baccio d'Agnolo con "infinita spesa", come dice Giorgio Vasari. In questa villa morì, nell'agosto del 1768, Vincenzo di Pier Francesco Borgherini, senatore del Granducato di Toscana.
La villa appartenne anche ai Capponi, ai Ricasoli ed ai Castellani, che la vendettero allo scultore statunitense Horatio Greenough. In seguito passò in eredità a suo nipote Henry Huntington. L'ultimo proprietario in linea di discendenza diretta fu John Pasetti.
Lo stemma dei Borgherini, che compare sulla facciata della villa, presenta una banda d'oro in traverso a sghembo, con tre rose vermiglie in campo rosso.